# Nat del Santa Cruz
Nat del Santa Cruz è stata una serie a fumetti di genere avventuroso pubblicata in Italia negli anni cinquanta dalle Edizioni Torelli. Fu uno dei principali successi dell'editore.

## Storia editoriale
La serie a fumetti venne pubblicata in quattro serie delle quali, le prime due nella testata omonima dal 1951 al 1953 e, dopo un’interruzione di quattro mesi, la terza venne pubblicata sulla testata Sciuscià e la quarta sul Piccolo Sceriffo dal 1955 al 1956.
La serie venne ideata da Gian Giacomo Dalmasso con la collaborazione dell'editore Torelli e di Renzo Barbieri, sulla scia del successo di Sciuscià e del Piccolo Sceriffo; venne disegnata da Ferdinando Tacconi e, in minor misura, da Mario Cubbino. La serie è ambientata in un contesto esotico ed è incentrata sulle avventure di un giovane mozzo su un veliero, la Strega di Santa Cruz, comandata dal capitano Ronson.
Come per altre serie di Torelli la serie aveva un adolescente per protagonista e i suoi lettori erano in larga parte giovanissimi. Le storie erano molto ritmate, a tratti senza respiro, ben illustrate dai disegni molto dettagliati di Tacconi, mentre i testi a tratti erano molto prolissi e rallentavano l'azione.
La serie venne ristampata integralmente in una edizione a tiratura limitata negli anni novanta dall'Editoriale Dardo.